# Coca-Alkaloide

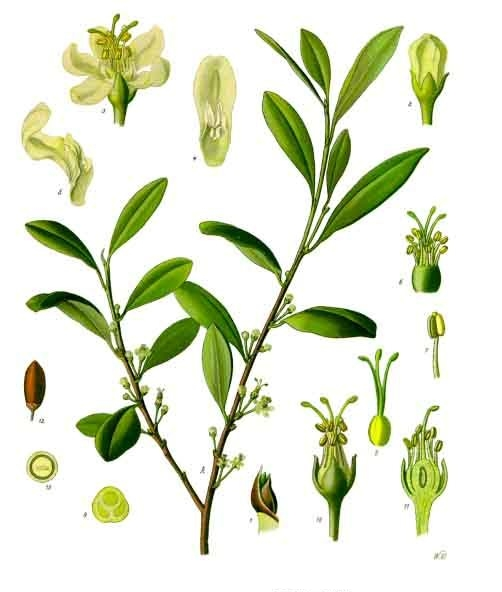
Coca-Strauch (Erythroxylum coca), Illustration

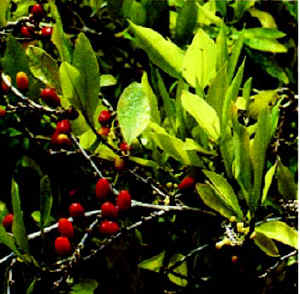
Coca-Strauch (Erythroxylum coca) mit Blättern und Früchten

Coca-Alkaloide sind Naturstoffe des Tropan-Alkaloid-Typs.

## Vorkommen
Die Alkaloide werden aus den Blättern des Coca-Strauches isoliert. Getrocknete Blätter des Strauches enthalten zu ca. 2,5 % Alkaloide, der Gehalt variiert je nach Anbaugebiet, Extraktionsmethode, Alter und Lagerung der Blätter.

## Vertreter
Das Hauptalkaloid des Coca-Strauches ist (–)-Cocain, welches zwischen 20 und 90 % des Gesamtalkaloidgehalts ausmacht. Zu den weiteren Vertretern zählen u. a. Tropan-Alkaloide wie Ecgonin, Tropinon und Tropacocain sowie die Pyrrolidin-Alkaloide Hygrin und Cuscohygrin.

(–)-Cocain
(–)-Ecgonin
Tropinon
Tropacocain
(+)-Hygrin
meso-Cuscohygrin

## Eigenschaften
(–)-Cocain-Hydrochlorid wurde früher als Lokalanästhetikum eingesetzt. Es ist ein illegales Suchtmittel und Rauschgift. (–)-Cocain wirkt u. a. kurzzeitig leistungsfördernd und euphorisierend.
Ecgonin hat ebenfalls anregende und leistungsfördernde, aber weniger suchterregende Eigenschaften als (–)-Cocain.